# Arbogaån
Arbogaån – rzeka w środkowej Szwecji o długości 45 km (163 km z Dyltaån), wypływająca z jeziora Väringen. Przepływa przez Arbogę i uchodzi do Melaru (Galten) w Kungsörze. Należy do zlewni Norrströmu.
Jedna z rzek Bergslagen, stanowiąca jeden z większych dopływów Melaru. Powierzchnia zlewni wynosi 3808 km². Wypływając z jeziora Väringen, na odcinku ok. 20 km stanowi granicę pomiędzy prowincjami historycznymi Närke i Västmanland, zaś na wschód od Arbogi pomiędzy Västmanlandem i Södermanlandem. Do systemu rzeki Arbogaån są także zaliczane uchodzące do jeziora Väringen dwie większe rzeki źródłowe – Dyltaån i Fröviån.
Jest żeglowna na odcinku 15 km, od ujścia do Arbogi. Na wschód od Arbogi łączy się z kanałem Hjälmare kanal.